# ويلدومار (كاليفورنيا)
ويلدومار (بالإنجليزية: Wildomar )‏ هي إحدى مدن مقاطعة ريفيرسيدي، كاليفورنيا. تم إعطاءها لقب مدينة في 1 يوليو، 2008.

## التركيبة السكانية
حدّد مكتب تعداد الولايات المتحدة بيانات التركيبة السكانية لويلدومار في تعداد الولايات المتحدة. في ما يلي، التركيبة السكانية حسب تعدادي 2000 و2010.

### تعداد عام 2000
بلغ عدد سكان ويلدومار 14,064 نسمة بحسب تعداد عام 2000، وبلغ عدد الأسر 4,572 أسرة وعدد العائلات 3,692 عائلة مقيمة في المدينة. في حين سجلت الكثافة السكانية 229.1 نسمة لكل كيلومتر مربع (593.4/ميل2). وبلغ عدد الوحدات السكنية 4,772 وحدة بمتوسط كثافة قدره 77.7 لكل كيلومتر مربع (201.2/ميل2).
وتوزع التركيب العرقي للمدينة بنسبة 82.05% من البيض و1.76% من الأمريكيين الأفارقة و0.90% من الأمريكيين الأصليين و1.84% من الأمريكيين ذوي الأصول الآسيوية و0.26% من سكان جزر المحيط الهادئ و9.14% من الأعراق الأخرى و4.05% من عرقين مختلطين أو أكثر و21.58% من الهسبانيون أو اللاتينيون من أي عرق.
بلغ عدد الأسر 4,572 أسرة كانت نسبة 45.1% منها لديها أطفال تحت سن الثامنة عشر تعيش معهم، وبلغت نسبة الأزواج القاطنين مع بعضهم البعض 67.4% من أصل المجموع الكلي للأسر، ونسبة 9.4% من الأسر كان لديها معيلات من الإناث دون وجود شريك، بينما كانت نسبة 4% من الأسر لديها معيلون من الذكور دون وجود شريكة وكانت نسبة 19.2% من غير العائلات. تألفت نسبة 14.6% من أصل جميع الأسر من عدة أفراد يعيشون في نفس المنزل ونسبة 7.3% كانت تتألف من شخص يعيش بمفرده يبلغ من العمر 65 عاماً أو أكثر. وبلغ متوسط حجم الأسرة المعيشية 3.06، أما متوسط حجم العائلات فبلغ 3.38.
بلغ العمر الوسطي للسكان 36.5 عاماً. وكانت نسبة 30.1% من القاطنين تحت سن الثامنة عشر، وكانت نسبة 6.8% بين الثامنة عشر والرابعة والعشرين عاماً، ونسبة 28.6% كانت واقعةً في الفئة العمرية ما بين الخامسة والعشرين والرابعة والأربعين عاماً، ونسبة 20.5% كانت ما بين الخامسة والأربعين والرابعة والستين، ونسبة 13.4% كانت ضمن فئة الخامسة والستين عاماً فما فوق. يوجد لكل 100 أنثى 98.7 ذكر، ويوجد لكل 100 أنثى في الثامنة عشر من عمرها فما فوق 95.4 ذكر.
بلغ متوسط دخل الأسرة في المدينة 49,081 دولارًا، أما متوسط دخل العائلة فبلغ 51,964 دولارًا. وكان متوسط دخل الذكور 42,549 دولارًا مقابل 30,262 دولارًا للإناث. وسجل دخل الفرد الخاص بالمدينة 20,190 دولارًا. وكانت نسبة 6.3% من العائلات ونسبة 8.2% من السكان تحت خط الفقر، وكان من هؤلاء نسبة 10.5% تحت سن الثامنة عشر ونسبة 2.8% في الخامسة والستين من العمر وما فوق.

### تعداد عام 2010
بلغ عدد سكان ويلدومار 32,176 نسمة بحسب تعداد عام 2010، وبلغ عدد الأسر 9,992 أسرة وعدد العائلات 7,805 عائلة مقيمة في المدينة. في حين سجلت الكثافة السكانية 524.1 نسمة لكل كيلومتر مربع (1,357.4/ميل2). وبلغ عدد الوحدات السكنية 10,806 وحدة بمتوسط كثافة قدره 176 لكل كيلومتر مربع (455.8/ميل2).
وتوزع التركيب العرقي للمدينة بنسبة 69.53% من البيض و3.31% من الأمريكيين الأفارقة و1.17% من الأمريكيين الأصليين و4.52% من الأمريكيين ذوي الأصول الآسيوية و0.21% من سكان جزر المحيط الهادئ و15.92% من الأعراق الأخرى و5.33% من عرقين مختلطين أو أكثر و35.32% من الهسبانيون أو اللاتينيون من أي عرق.
بلغ عدد الأسر 9,992 أسرة كانت نسبة 44% منها لديها أطفال تحت سن الثامنة عشر تعيش معهم، وبلغت نسبة الأزواج القاطنين مع بعضهم البعض 59.9% من أصل المجموع الكلي للأسر، ونسبة 11.8% من الأسر كان لديها معيلات من الإناث دون وجود شريك، بينما كانت نسبة 6.5% من الأسر لديها معيلون من الذكور دون وجود شريكة وكانت نسبة 21.9% من غير العائلات. تألفت نسبة 16% من أصل جميع الأسر من عدة أفراد يعيشون في نفس المنزل ونسبة 7.5% كانت تتألف من شخص يعيش بمفرده يبلغ من العمر 65 عاماً أو أكثر. وبلغ متوسط حجم الأسرة المعيشية 3.22، أما متوسط حجم العائلات فبلغ 3.58.
بلغ العمر الوسطي للسكان 34.6 عاماً. وكانت نسبة 27.9% من القاطنين تحت سن الثامنة عشر، وكانت نسبة 10.1% بين الثامنة عشر والرابعة والعشرين عاماً، ونسبة 25.9% كانت واقعةً في الفئة العمرية ما بين الخامسة والعشرين والرابعة والأربعين عاماً، ونسبة 25.5% كانت ما بين الخامسة والأربعين والرابعة والستين، ونسبة 10.6% كانت ضمن فئة الخامسة والستين عاماً فما فوق. وتوزع التركيب الجنسي للسكان بنسبة 49.4% ذكور و50.6% إناث.

## أعلام
- روبرت ر. برتراند
- جيم مارتن
- كريستا ب. ألين